# O級駆逐艦
O級駆逐艦（英語: O-class destroyer）はイギリス海軍の駆逐艦の艦級。1940年度戦時予算に基づく第1次戦時急造艦隊として8隻が建造され、1941年から1942年にかけて順次に就役した。第二次世界大戦において船団護衛を務め、一部は1950年代に16型フリゲートへ改装されて、水中高速潜時代の対潜戦を担った。

## 来歴
イギリス海軍は1924-5年度より駆逐艦の建造を再開し、まず改W級駆逐艦をもとに第一次世界大戦の戦訓や新しい技術を盛り込んだプロトタイプとして「アマゾン」と「アンバスケイド」を建造したのち、1927-8年度のA級より量産に移行し、1935-6年度のI級に至るまで、順次に改正を加えつつ79隻が建造された。その後、軽巡洋艦の任務を肩代わりできる大型の砲装型駆逐艦としてのトライバル級を挟んで、1936-7年度では、設計を大きく刷新したJ級に移行し、1937-8年度では小改正型のK級が建造されるとともに、砲熕兵器を強化したL級も建造されていた。
1938年末の時点で、既に第二次世界大戦の開戦が迫っていると判断されており、戦時急造に適した艦が模索されることとなった。1939-40年度では既にL級の小改正型としてのM級が盛り込まれていたが、これは高性能であるかわりに建造コストが高かったことから、これに加えて、J級とI級の中間的な設計を採用した艦が検討されていた。しかし検討の俎上に載せられた設計はいずれも不満足であり、また新規設計によるコスト上昇の問題もあって、1939年3月21日、J級の小改正型としてのN級が追加されることになった。
しかし第一海軍卿は依然として中間的駆逐艦に興味を示しており、1940-1年度計画での建造が検討されることとなった。この時期までに、J級で導入された設計の運用成績が良好であることが判明しており、基本設計はJ級をベースとすることになった。当初、設計は8月までに完成する予定であったが、国際情勢の急迫に伴って前倒しされた。ポーランド侵攻を受けてイギリスがドイツに宣戦布告した9月3日、戦時緊急計画が発動され、中間的駆逐艦8隻が発注された。これが本級である。

## 設計
上記の経緯より、基本設計はJ級のものがおおむね踏襲されており、単煙突・船首楼型という船型も同様である。機関も同様で、アドミラルティ式3胴型水管ボイラー（圧力300 lbf/in2 (21 kgf/cm2)、温度326.7℃）、パーソンズ式オール・ギヤード・タービンによる2軸推進、出力40,000馬力（回転数340 rpm）である。
一方、艦砲が電動駆動から手動駆動に変更され、消費電力が減少したことから、電源はスペックダウンされた。主発電機として用いられるタービン発電機の出力はJ級の150キロワットに対して80キロワット、停泊発電機として用いられるディーゼル発電機も出力50キロワットに低出力化されている。

## 装備
本級の計画にあたり、艦砲が課題となった。イギリス海軍では、A級より45口径12cm砲（QF 4.7インチ砲Mk.IX）を装備化し、I級に至るまで、単装砲架と組み合わせて駆逐艦に搭載してきた。その後、駆逐艦の砲火力強化の要請から連装化が志向され、まずMk.IXをもとにしたMk.XIIが開発されて、1935-6年度のトライバル級で装備化された。また1937-8年度計画のL級より、新開発の50口径12cm砲（QF 4.7インチ砲Mk.XI）が装備化されていたが、これは強力・高性能であるかわりに構造が複雑で製造に時間がかかり、戦時急造艦への搭載は困難であった。
このことから本級では、まずI級までの艦と同様、45口径12cm単装砲（QF 4.7インチ砲Mk.IX）4基を搭載するものとして計画が進められた。しかし8隻のうち4隻は機雷敷設艦を兼任できるものとして発注されたことから、艦砲は45口径10.2cm単装高角砲（QF 4インチ砲Mk.V）3基に削減された。なお駆逐艦としての任務にあたる場合には、48時間以内に更に2基の45口径10.2cm単装高角砲を増備できるように設計されていた。また4.7インチ砲搭載艦でも、竣工後に後部魚雷発射管を撤去して45口径10.2cm単装高角砲1基を搭載した。
中間的駆逐艦であることから射撃指揮装置も冒険を避けて、方位盤はトライバル級に準じた機種に差し戻されたうえに対水上用の方位盤を省き、285型レーダーを備えたMk.V**方位盤のみとなった。また射撃盤の構成も簡素化され、対空用は従来の駆逐艦と同様にFKCを搭載したが、対水上用としては、スループ向けと同系統のFCB（Fire Control Box）が搭載された。
近距離用の対空兵器としては、当初はJ級と同様に39口径40mm4連装機銃（QF 2ポンド・ポンポン砲）1基と62口径12.7mm4連装機銃2基を搭載する予定であった。しかしいずれも防空力としては不十分だったため大戦中に撤去され、1944年1月の時点では、70口径20mm機銃の連装・単装銃架2基ずつが標準的な装備となっていた。

## 同型艦
O級駆逐艦は8隻とも大戦を生き抜いたが、バレンツ海海戦に参加した5隻のうち、オンズローが大破した。この海戦後、通常のマストからラティスマストに改修されている。
戦後、第1グループの4隻は1隻がトルコ海軍、3隻がパキスタン海軍に売却され、うち2隻が1957年から16型フリゲート使用に改修された。第2グループの4隻は「オーウェル」のみが16型フリゲートに改修された。
| イギリス海軍       | イギリス海軍 | イギリス海軍                  | イギリス海軍       | イギリス海軍    | イギリス海軍                                                                       | その後                                                                             | その後                                                                             | その後                                                                             | その後                                                                             | その後                                                                                  |
| 設計               | #            | 艦名                          | 造船所             | 就役            | 退役                                                                               | 再就役先                                                                           | #                                                                                  | 艦名                                                                               | 再就役                                                                             | その後                                                                                  |
| ------------------ | ------------ | ----------------------------- | ------------------ | --------------- | ---------------------------------------------------------------------------------- | ---------------------------------------------------------------------------------- | ---------------------------------------------------------------------------------- | ---------------------------------------------------------------------------------- | ---------------------------------------------------------------------------------- | --------------------------------------------------------------------------------------- |
| 4.7インチ砲 搭載型 | G17          | オンズロー HMS Onslow ※嚮導艦 | ジョン・ブラウン   | 1941年 10月8日  | 1947年 4月                                                                         | パキスタン海軍                                                                     | n/a                                                                                | ティプー・スルタン PNS Tippu Sultan                                                | 1949年                                                                             | 1957年～1959年にかけて、イギリスで16型フリゲート仕様に改修 1979年に退役、1980年に解体。 |
| 4.7インチ砲 搭載型 | G29          | オファ HMS Offa               | フェアフィールド   | 1941年 9月20日  | 1948年 2月                                                                         | パキスタン海軍                                                                     | n/a                                                                                | タリク PNS Tariq                                                                   | 1949年 11月30日                                                                    | 1959年に退役、解体                                                                      |
| 4.7インチ砲 搭載型 | G04          | オンスロート HMS Onslaught    | フェアフィールド   | 1941年 6月19日  | 1950年                                                                             | パキスタン海軍                                                                     | F204 261                                                                           | トゥグリル PNS Tughril                                                             | 1951年 3月6日                                                                      | 1957年にイギリスで16型フリゲート仕様に改修。 1975年に退役、1977年に解体。               |
| 4.7インチ砲 搭載型 | G66          | オリビ HMS Oribi              | フェアフィールド   | 1941年 7月5日   | 1946年 1月1日                                                                      | トルコ海軍                                                                         | D15                                                                                | ガイレト TCG Gayret                                                                | 1946年                                                                             | 1965年に解体                                                                            |
| 4インチ砲 搭載型   | G39          | オブデュレート HMS Obdurate   | ウィリアム・デニー | 1942年 9月3日   | 1964年に退役。1965年に解体。                                                       | 1964年に退役。1965年に解体。                                                       | 1964年に退役。1965年に解体。                                                       | 1964年に退役。1965年に解体。                                                       | 1964年に退役。1965年に解体。                                                       | 1964年に退役。1965年に解体。                                                            |
| 4インチ砲 搭載型   | G48          | オビディエント HMS Obedient   | ウィリアム・デニー | 1942年 10月30日 | 1957年に退役。1962年に解体。                                                       | 1957年に退役。1962年に解体。                                                       | 1957年に退役。1962年に解体。                                                       | 1957年に退役。1962年に解体。                                                       | 1957年に退役。1962年に解体。                                                       | 1957年に退役。1962年に解体。                                                            |
| 4インチ砲 搭載型   | G80          | オポチューン HMS Opportune    | ソーニクロフト     | 1942年 8月14日  | 1952年11月に予備役編入。1953年7月に退役。 1955年11月25日に解体。                   | 1952年11月に予備役編入。1953年7月に退役。 1955年11月25日に解体。                   | 1952年11月に予備役編入。1953年7月に退役。 1955年11月25日に解体。                   | 1952年11月に予備役編入。1953年7月に退役。 1955年11月25日に解体。                   | 1952年11月に予備役編入。1953年7月に退役。 1955年11月25日に解体。                   | 1952年11月に予備役編入。1953年7月に退役。 1955年11月25日に解体。                        |
| 4インチ砲 搭載型   | G98 F98      | オーウェル HMS Orwell         | ソーニクロフト     | 1942年 10月17日 | 1952年～1953年にかけて、16型フリゲートに改修。 1963年に退役、1965年6月28日に解体。 | 1952年～1953年にかけて、16型フリゲートに改修。 1963年に退役、1965年6月28日に解体。 | 1952年～1953年にかけて、16型フリゲートに改修。 1963年に退役、1965年6月28日に解体。 | 1952年～1953年にかけて、16型フリゲートに改修。 1963年に退役、1965年6月28日に解体。 | 1952年～1953年にかけて、16型フリゲートに改修。 1963年に退役、1965年6月28日に解体。 | 1952年～1953年にかけて、16型フリゲートに改修。 1963年に退役、1965年6月28日に解体。      |